# J.B.ウェンデルケン
ジェフリー・ベンジャミン・ウェンデルケン（Jeffrey Benjamin Wendelken、1993年3月24日 - ）は、アメリカ合衆国ジョージア州サバンナ出身のプロ野球選手（投手）。右投右打。
愛称は「J.B」。横浜DeNAベイスターズでの登録表記はイニシャルをそのまま音写したジェイビー・ウェンデルケン。

## 経歴

### プロ入りとレッドソックス傘下時代
2012年のMLBドラフト13巡目（全体421位）でボストン・レッドソックスから指名され、プロ入り。契約後、傘下のルーキー級ガルフ・コーストリーグ・レッドソックスでプロデビュー。13試合に登板して2勝0敗2セーブ、防御率1.27、28奪三振を記録した。
2013年はA級グリーンビル・ドライブでプレーした。

### ホワイトソックス傘下時代
2013年7月30日にシカゴ・ホワイトソックスとデトロイト・タイガースを含んだ三角トレードで、フランキー・モンタスと共にホワイトソックスへ移籍した。移籍後は傘下のA級カナポリス・インティミディターズとA+級ウィンストン・セイラム・ダッシュでプレーし、移籍前を含めた3球団合計で36試合に登板して2勝2敗12セーブ、防御率3.42、78奪三振を記録した。
2014年はA+級ウィンストン・セイラムでプレーし、27試合に先発登板して7勝10敗、防御率5.25、129奪三振を記録した。
2015年はAA級バーミングハム・バロンズとAAA級シャーロット・ナイツでプレーし、2球団合計で39試合に登板して6勝2敗5セーブ、防御率3.20、69奪三振を記録した。オフにはアリゾナ・フォールリーグに参加し、グレンデール・デザートドッグスに所属した。さらに11月に開催された第1回WBSCプレミア12のアメリカ合衆国代表に選出された。11月20日にはルール・ファイブ・ドラフトでの流出を防ぐために40人枠入りした。

### アスレチックス時代
2015年12月9日にブレット・ロウリーとのトレードで、ザック・アーウィンと共にアスレチックスへ移籍した。

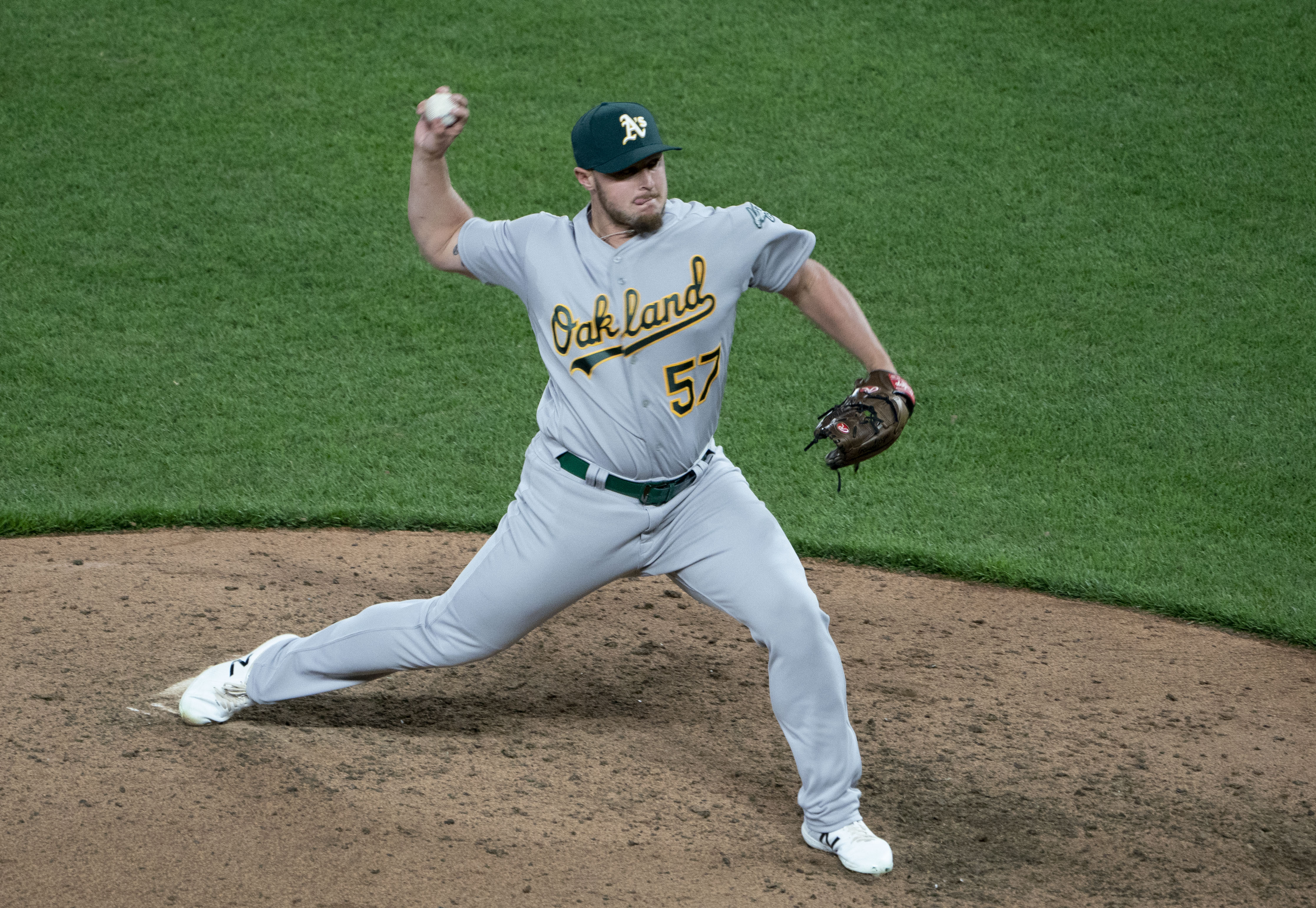
オークランド・アスレチックス時代
（2019年4月10日）

2016年は開幕を傘下のAAA級ナッシュビル・サウンズで迎え、5月8日にメジャー初昇格を果たした。同日のボルチモア・オリオールズ戦でメジャーデビュー。この年メジャーでは8試合に登板して防御率9.95、12奪三振を記録した。9月にはトミー・ジョン手術を受けている。レギュラーシーズン終了後の10月6日に40人枠外となってAAA級ナッシュビルへ配属された。
2017年は前述の手術の影響で全休した。
2018年は開幕をAA級ミッドランド・ロックハウンズで迎え、AAA級ナッシュビルを経て7月14日にメジャー契約を結んでアクティブ・ロースター入りした。この年は13試合に登板して防御率0.54、14奪三振を記録した。
2021年8月10日にDFAとなった。

### ダイヤモンドバックス時代
2021年8月11日にウェイバー公示を経てアリゾナ・ダイヤモンドバックスへ移籍した。
2022年7月5日にDFAとなった。

### DeNA時代
2022年11月28日、横浜DeNAベイスターズと契約したことが発表された。背番号は49。登録名は「J.B.ウェンデルケン」であるが、イニシャル表記であるものの音写表記は「ジェイビー・ウェンデルケン」とされた。
2023年は、オープン戦期間中の3月4日に急性腰痛と診断され、リハビリ組に合流。復帰後はイースタン・リーグに3試合登板して無失点に抑え、4月9日に一軍に合流した。リリーフ登板を重ね、5月20日の東京ヤクルトスワローズ戦で同点の7回に登板すると、その裏に味方が勝ち越し来日初勝利を飾った。次第に8回のセットアッパーを任されるようになり、9月27日の読売ジャイアンツ戦ではクローザーを務めていた森原康平がコンディション不良でベンチ入りメンバーから外れていたため、1点差の9回に代わりに登板し、無失点に抑えて来日初セーブを挙げた。残りの試合もクローザーを務め、最終的に61試合に登板し、2勝2敗3セーブ、防御率1.66という安定した成績を残してリリーフの柱となった。11月30日には1年契約を結んだことをDeNAが発表し、チームに残留した。
2024年は、開幕からセットアッパーを務め、4試合に登板し1勝と3ホールドを挙げていたが、右肘の炎症のために4月12日に出場選手登録を抹消された。7月に入り二軍で実戦復帰を果たし、7月30日に一軍登録された。10月1日に違和感を訴え、チームドクターにより右胸鎖関節の炎症と診断を受け、翌日に登録を抹消された。同月12日より開幕のクライマックスシリーズまでに状態を間に合わせ、13日に一軍登録された。日本シリーズでも登板したが、最終的には前年を下回る28試合の登板に留まり、オフの11月30日に退団となった。

### パドレス傘下時代
2025年1月15日に、サンディエゴ・パドレスとマイナーリーグ契約を結び、同年のスプリングトレーニングに招待選手として参加した。AAA級エルパソ・チワワズとAA級サンアントニオ・ミッションズでプレーしていたが8月6日にリリースされた。

## 投球スタイル
平均94.6mph（約152.2km/h）のフォーシームを主体としており、変化球ではカーブとチェンジアップを投げる。

## 詳細情報

### 年度別投手成績
| 年 度    | 球 団    | 登 板 | 先 発 | 完 投 | 完 封 | 無 四 球 | 勝 利 | 敗 戦 | セ 丨 ブ | ホ 丨 ル ド | 勝 率 | 打 者 | 投 球 回 | 被 安 打 | 被 本 塁 打 | 与 四 球 | 敬 遠 | 与 死 球 | 奪 三 振 | 暴 投 | ボ 丨 ク | 失 点 | 自 責 点 | 防 御 率 | W H I P |
| -------- | -------- | ----- | ----- | ----- | ----- | -------- | ----- | ----- | -------- | ----------- | ----- | ----- | -------- | -------- | ----------- | -------- | ----- | -------- | -------- | ----- | -------- | ----- | -------- | -------- | ------- |
| 2016     | OAK      | 8     | 0     | 0     | 0     | 0        | 0     | 0     | 0        | 0           | ----  | 64    | 12.2     | 18       | 3           | 9        | 0     | 0        | 12       | 2     | 0        | 15    | 14       | 9.95     | 2.13    |
| 2018     | OAK      | 13    | 0     | 0     | 0     | 0        | 0     | 0     | 0        | 1           | ----  | 62    | 16.2     | 8        | 1           | 5        | 0     | 0        | 14       | 1     | 0        | 1     | 1        | 0.54     | 0.78    |
| 2019     | OAK      | 27    | 0     | 0     | 0     | 0        | 3     | 1     | 0        | 1           | .750  | 131   | 32.2     | 21       | 2           | 9        | 2     | 2        | 34       | 2     | 0        | 14    | 13       | 3.58     | 0.92    |
| 2020     | OAK      | 21    | 0     | 0     | 0     | 0        | 1     | 1     | 0        | 2           | .500  | 106   | 25.0     | 17       | 2           | 11       | 0     | 0        | 31       | 2     | 0        | 8     | 5        | 1.80     | 1.12    |
| 2021     | OAK      | 26    | 0     | 0     | 0     | 0        | 2     | 1     | 0        | 2           | .667  | 117   | 25.0     | 29       | 2           | 13       | 2     | 0        | 26       | 4     | 0        | 15    | 12       | 4.32     | 1.68    |
| 2021     | ARI      | 20    | 0     | 0     | 0     | 0        | 2     | 2     | 2        | 4           | .500  | 77    | 18.2     | 15       | 2           | 9        | 1     | 0        | 13       | 0     | 0        | 9     | 9        | 4.34     | 1.29    |
| '21計    | ARI      | 46    | 0     | 0     | 0     | 0        | 4     | 3     | 2        | 6           | .571  | 194   | 43.2     | 44       | 4           | 22       | 3     | 0        | 39       | 4     | 0        | 24    | 21       | 4.33     | 1.51    |
| 2022     | ARI      | 29    | 0     | 0     | 0     | 0        | 2     | 1     | 0        | 1           | .667  | 122   | 29.0     | 25       | 4           | 14       | 0     | 1        | 21       | 1     | 0        | 18    | 17       | 5.28     | 1.34    |
| 2023     | DeNA     | 61    | 0     | 0     | 0     | 0        | 2     | 2     | 3        | 33          | .500  | 243   | 59.2     | 40       | 1           | 22       | 4     | 3        | 53       | 3     | 0        | 12    | 11       | 1.66     | 1.04    |
| 2024     | DeNA     | 28    | 0     | 0     | 0     | 0        | 1     | 1     | 0        | 16          | .500  | 109   | 26.1     | 20       | 1           | 9        | 0     | 2        | 25       | 0     | 0        | 5     | 5        | 1.71     | 1.10    |
| MLB：6年 | MLB：6年 | 144   | 0     | 0     | 0     | 0        | 10    | 6     | 2        | 11          | .625  | 679   | 159.2    | 133      | 16          | 70       | 5     | 3        | 151      | 12    | 0        | 80    | 71       | 4.00     | 1.27    |
| NPB：2年 | NPB：2年 | 89    | 0     | 0     | 0     | 0        | 3     | 3     | 3        | 49          | .500  | 352   | 86.0     | 60       | 2           | 31       | 4     | 5        | 78       | 3     | 0        | 17    | 16       | 1.67     | 1.06    |

- 2024年度シーズン終了時

### 年度別守備成績
| 年 度 | 球 団 | 投手（P） | 投手（P） | 投手（P） | 投手（P） | 投手（P） | 投手（P） |
| 年 度 | 球 団 | 試 合     | 刺 殺     | 補 殺     | 失 策     | 併 殺     | 守 備 率  |
| ----- | ----- | --------- | --------- | --------- | --------- | --------- | --------- |
| 2016  | OAK   | 8         | 0         | 0         | 0         | 0         | ----      |
| 2018  | OAK   | 13        | 0         | 1         | 0         | 0         | 1.000     |
| 2019  | OAK   | 27        | 1         | 2         | 0         | 0         | 1.000     |
| 2020  | OAK   | 21        | 0         | 1         | 2         | 1         | .333      |
| 2021  | OAK   | 26        | 1         | 1         | 0         | 1         | 1.000     |
| 2021  | ARI   | 20        | 1         | 2         | 0         | 0         | 1.000     |
| '21計 | ARI   | 46        | 2         | 3         | 0         | 1         | 1.000     |
| 2022  | ARI   | 29        | 1         | 4         | 0         | 2         | 1.000     |
| 2023  | DeNA  | 61        | 6         | 12        | 1         | 1         | .947      |
| 2024  | DeNA  | 28        | 2         | 0         | 0         | 0         | 1.000     |
| MLB   | MLB   | 144       | 4         | 11        | 2         | 4         | .882      |
| NPB   | NPB   | 89        | 8         | 12        | 1         | 1         | .952      |

- 2024年度シーズン終了時

### 記録

#### NPB
初記録
投手記録
- 初登板：2023年4月9日、対中日ドラゴンズ2回戦（横浜スタジアム）、9回表に4番手で救援登板・完了、1回無失点[33]
- 初奪三振：同上、9回表に細川成也から空振り三振[33]
- 初ホールド：2023年4月14日、対阪神タイガース4回戦（横浜スタジアム）、6回表に2番手で救援登板、1回無失点
- 初勝利：2023年5月20日、対東京ヤクルトスワローズ8回戦（横浜スタジアム）、7回表に3番手で救援登板、1回無失点[34]
- 初セーブ：2023年9月26日、対読売ジャイアンツ24回戦（横浜スタジアム）、9回表に2番手で救援登板・完了、1回無失点

### 背番号
- 64（2016年）
- 57（2018年 - 2021年8月7日）
- 48（2021年8月15日 - 2022年）
- 49（2023年 - 2024年）

### 代表歴
- 2015 WBSCプレミア12 アメリカ合衆国代表